# Lugazi
Lugazi is een plaats in het district Buikwe in het centrum van Oeganda. Lugazi telde in 2014 bij de volkstelling 114.463 inwoners. De plaats ligt aan de snelweg tussen Kampala en Jinja, op 46 km van Kampala.
Sinds 1996 is Lugazi de zetel van een rooms-katholiek bisdom.